# هال لو
هال لو (بالإنجليزية: Hal Law)‏ هو كاتب سيناريو ومخرج أمريكي، ولد في 21 فبراير 1904 في شيكاغو في الولايات المتحدة، وتوفي في 14 نوفمبر 1980 في لوس أنجلوس في الولايات المتحدة.

## وصلات خارجية
- هال لو على موقع IMDb (الإنجليزية)
- هال لو على موقع أول موفي (الإنجليزية)
- هال لو على موقع قاعدة بيانات الفيلم (الإنجليزية)
- هال لو على موقع كينوبويسك (الروسية)